# Allen Paul
Allen Paul – współczesny amerykański pisarz i dziennikarz, absolwent Johns Hopkins University, autor książek o zbrodni katyńskiej.
W 1991 roku, po ukazaniu się w Stanach Zjednoczonych pierwszej książki Allena Paula o tematyce katyńskiej, w prasie amerykańskiej ukazały się liczne pochwalne recenzje na jej temat. W 2006 roku przekład jednej z książek Allena opublikowano w Polsce pod tytułem Katyń: stalinowska masakra i tryumf prawdy. Książki Allena Paula o tematyce katyńskiej ukazały się również w Czechach, na Węgrzech i na Łotwie.

## Publikacje książkowe
- Katyn: The Untold Story of Stalin's Polish Massacre, Scribner Book Company, New York 1991. ISBN 0-684-19215-2
- Katyń: Stalin's massacre and the seeds of Polish Resurrection, Naval Institute Press, Annapolis, Md., 1996. ISBN 1-55750-670-1
- Katyń: stalinowska masakra i tryumf prawdy, Świat Książki, Warszawa 2006. ISBN 83-247-0240-7

## Odznaczenia i wyróżnienia
17 września 2007 roku Allen Paul został odznaczony Krzyżem Komandorskim Orderu Zasługi Rzeczypospolitej Polskiej za wybitne zasługi w działalności na rzecz odkrywania i popularyzowania prawdy o zbrodni katyńskiej, za dokumentowanie polskiej historii. 9 kwietnia 2010 roku otrzymał Honorowy Medalion Pamięci „Pieta Miednoje 1940”, nadawany przez Kapitułę Warszawskiego Stowarzyszenia Rodzina Policyjna 1939 R., a 26 listopada 2010 roku dyplom polskiego Ministerstwa Spraw Zagranicznych za wybitne zasługi dla promocji Polski w świecie za 2009 rok.